# Ludwig Misch
Ludwig Misch (* 13. Juni 1887 in Berlin; † 22. April 1967 in New York) war ein deutscher Musiker und  Musikwissenschaftler.

## Leben
Misch studierte Musikwissenschaft an der Berliner Universität und erwarb daneben 1911 einen Abschluss als Dr. jur. Von 1913 bis 1921 arbeitete er als Operettenkapellmeister in Osnabrück, Berlin, Aachen, Essen, Straßburg und Bremen. Sein hauptberuflicher Schwerpunkt war von 1921 bis 1933 die Musikkritik für die Tageszeitung Berliner Lokal-Anzeiger, daneben schrieb er Kritiken für die Berliner Tageszeitung Der Tag, weitere Tages- und Wochenblätter und die Rundfunk-Programmzeitschrift Europa-Stunde.
Er lehrte von 1922 bis 1931 am Sternschen Konservatorium, dessen Festschrift 1850–1925 er verfasste. Ab 1933 konnte er nur noch in verschiedenen jüdischen Institutionen arbeiten, beispielsweise in der von der Pädagogin Toni Lessler geleiteten größten Privatschule der Reichshauptstadt, der Privaten Waldschule Grunewald. Er versuchte nach Paris auszuwandern, scheiterte aber. Er wurde ab 1941 zur Zwangsarbeit verpflichtet. Durch seine Ehe mit Anni-Ruth Brix, einer „Arierin“, entging er der Deportation und überlebte den Zweiten Weltkrieg. Auch seine Ehefrau wurde ab 1944 zur Zwangsarbeit gepresst. Im November 1947 übersiedelte er nach New York, wo er als Dirigent und Musikschriftsteller arbeitete.
Mischs Nachlass befindet sich im Leo Baeck Institut in New York.

## Bücher
- Der strafrechtliche Schutz der Gefühle, Breslau 1911 (Diss., Heidelberg)
- Johannes Brahms, Bielefeld: Velhagen & Klasing, 1913
- mit Wilhelm Klatte, Das Sternsche Konservatorium der Musik zu Berlin 1850–1925. Festschrift zum 75jährigen Jubiläum, Berlin 1925
- Beethoven-Studien, Berlin: Walter de Gruyter, 1950
- mit Donald W. MacArdle, New Beethoven Letters, Norman: University of Oklahoma Press, 1957
- Die Faktoren der Einheit in der Mehrsätzigkeit der Werke Beethovens. Versuch einer Theorie der Einheit des Werkstils, München-Duisburg: Henle, 1958
- Neue Beethoven-Studien und andere Themen, München: Henle, 1967

## Aufsätze
- Wir Sternträger. In: Der Weg, Jg. 1 (1946), Nr. 35, 25. Oktober 1946, S. 1f.
- Wo sind Beethovens Skizzen zur zehnten Symphonie? In: Neue Zeitschrift für Musik, Jg. 116 (1955), S. 132–134
- Noch ein verstümmelter Kanon von Beethoven. In: Die Musikforschung, Jg. 8 (1955), S. 325–327 (über WoO 196)